# Aydın
Aydın är en stad i västra Turkiet och sätet för den turkiska provinsen med samma namn (Aydın). Staden har cirka 260 000 invånare.
I antikens Grekland, kallades staden för Anthea och Euanthia. Under seleukidernas tid kallades staden för Antiochia (grekiska: Αντιόχεια). Staden har även haft namnen Seleucia ad Maeandrum och Erynina. Under romerska och bysantinska rikena var staden känd som Tralles eller Tralleis, för en tid även Caesarea och även Kaisareia.

## Tidig historia
Strabon beskriver Tralles som grundad av argiver och trallianerna, en gren av thrakerna. Tillsammans med resten av Lydien övertogs staden av det persiska riket. Efter framgången mot Aten i det Peloponnesiska kriget misslyckades Sparta med att ta över staden från perserna. År 334 f.Kr. omringades Tralles av Alexander den store och gav upp utan motstånd och på så sätt undgick staden att plundras. Antigonus hade staden från 313 f.Kr. till 301 f.Kr., seleukiderna hade staden fram till 190 f.Kr. när den tillföll Pergamon. Från 133 f.Kr. till 129 f.Kr. stöttade staden pretendenten Aristonicus (idag kallad Eumenes III), en pretendent som var emot romarriket. Efter att romarna gjorde slut på honom hävde de stadens rättigheter till att slå mynt.